# Nelly Pujols
Nelly Altagracia Pujols Senior, (Caracas, 21 de noviembre de 1953) es una actriz, humorista, productora, locutora, escritora y psicopedagoga venezolana, es muy reconocida por haber participado en múltiples programas de comedia para televisión entre los cuales se destacan El programa sin Nombre y Tatatica del Canal 8, Radio Rochela de la cadena RCTV, Sábado gigante de Univision, Sal y Pimienta, El show de Joselo, Cheverísimo, ¡Qué Locuras! de Venevision Internacional, y ¡A que te ríes! estos 4 últimos producidos y distribuidos por la cadena Venevision y su compañía matriz Cisneros Media
Salto a la fama al interpretar junto a Irma Palmieri el sketch Flora y Hortensia transmitido por RCTV en Radio Rochela posteriormente ambas las interpretarían en la serie Sal y  Pimienta de Venevision, también interpretó a Frenita Fernández "La Gaga" para Cheverísimo, esta era una mujer tartamuda que siempre es malinterpretada al hablar, siendo otro personaje que marcó su carrera a nivel internacional siendo apodada por el medio artístico como La Reina del Humor venezolano.
También se ha destacado como escritora del diario "El Venezolano" desde el 2003, además produjo y escribió programas radiales como Radio Zaperoco Radio y Rumbos, Risas y biyuyos, este último junto a Honorio Torrealba, también fue productora de Cisneros Media, Univision y es vicepresidenta de la compañía Trhee 4 Productions. Actualmente conduce el programa La Jodedera disponible en la plataforma de streaming venezolana HispanoTV.

## Biografía

### Inicios en VTV y RCTV
Nació en Caracas, el 21 de noviembre de 1953. Durante los años 70 se dedicó al concepto del humor después de haber intentado el teatro dramático convencional. En 1973 comenzó a trabajar en el canal Cadena Venezolana de Televisión, realizando un casting con una imitación de Raquel Castaño y Mirna Ríos, gracias a ello obtuvo trabajo en programas de humor como Tatatica y El programa sin nombre. A finales de la década de 1970 se destacó como actriz en algunas telenovelas; En 1980 ingresó a la comedia en Radio Rochela, donde participó en varios sketchs, como Asocerro donde encarnó a la Venteveo pero el más conocido de ellos fue Flora y Hortensia de la década de 1980, donde trabajó junto Irma Palmieri e interpretó a Flora, el sketch obtuvo un gran recibimiento por la audiencia aunque recibió duras críticas por parte de algunos críticos que lo catalogan de «no recomendable» y «vulgar».
También trabajó junto a Mirla Castellanos y José Luis Rodríguez "El Puma" en la comedia televisiva Cuando llega el amor.

### Salida de RCTV y entrada a Venevision
Tras la cancelación del sketch "Flora y Hortensia", que coincidió con el despido y la renuncia de guionistas, escritores y actores de Radio Rochel, Pujols emigró a los Estados Unidos y fue gracias al productor Joaquín Riviera que ingresa a Venevision en donde a Pujols e Irma palmieri se les ofreció trabajar en su propio programa llamado Sal y Pimienta de basado en el mismo sketch que tanta fama les dio, pues a Riviera le encantaban dichos personajes, en Sal y Pimienta los personajes eran los mismos sin embargo con el tiempo el canal RCTV demandó a Venevision por lo que el programa solo duró 2 años pese al gran éxito que habían obtenido con la distribución internacional que Venevision le dio al programa, tras la cancelación abrupta de Sal y Pimienta, Pujols exclamó ante la prensa "Yo siempre digo que si hubiéramos sido mexicanas o colombianas, estuviéramos viviendo de ellos todavía, como El Chavo, porque esos son personajes para toda la vida. Mientras sigan saliendo artistas que tú puedas sacar y ofrecerles cochino, ahí están los personajes pegados". Pujols y Palmieri también formaron parte de la disputa de los derechos de los personajes "Flora y Hortensia", pues estas han afirmado que están basadas en dos mujeres reales que conocieron durante una gira en Táchira, Venezuela sin embargo RCTV ya había registrado los personajes a su nombre.

### Llegada a Cheverísimo y El Show de Joselo
Posteriormente protagoniza la película de comedia Que entre jamones te veas en 1992, también trabajó en el Show de Joselo y  en Cheverísimo, programa en el cual se dio a conocer por su trabajo con Honorio Torrealba (con quien había trabajado anteriormente en Radio Rochela), encarnando a personajes como Frenita Fernández "La Gaga", Hotelita y realizando una nueva representación de la Venteveo. Gracias al personaje de la Gaga ganó una potencial fama en Panamá, Perú y Puerto Rico, países donde se emitía el programa. Después de la cancelación del programa en 2020 debido a la pandemia del COVID-19, siguió trabajando con Torrealba mismo en un programa de radio.
Mientras que todavía siguió Cheverísimo al aire hasta 2020, trabajo de la mano de Ricardo Peña como invitada recurrente en La guerra de los sexos y se destacó como humorista en Sábado gigante de Univision. En 2012 Volvió a la televisión venezolana con participación en algunos sketches cómicos presentados en el magazín Portada's junto a Mariela Celis, Rafael Brito y Juan Carlos Barry además que en julio del mismo año se incorpora al elenco del programa ¡A que te ríes!, en el que participó en sketchs como Las vecinas y Doña ricachona.
Ha presentado en varios países su monólogo ¿Vieja yo?, vieja mi suegra (tu madre). Reside en Miami, Estados Unidos y viaja a Venezuela varias veces al año. En enero de 2016 informó en un comunicado que padecía un melanoma tipo 3 y que sería operada por primera vez la tercera semana de enero.

## Personajes Emblemáticos

### Flora
Flora es su personaje más conocido y emblemático, se trata de una mujer madura que vive con su hermana Hortensia. Ambas de los programas Radio Rochela de RCTV y Sal y Pimienta de Venevision, son dos solteronas en búsqueda de un galán con el cual casarse terminan insinuándoseles, acosarlos y perseguirlos.
Flora hizo aparición en el programa Radio Rochela y en 1993 tuvo junto a Hortensia su propia programa llamado Sal y Pimienta basado en dicho sketch.

### La Benteveo
La "Benteveo" es un personaje de Radio Rochela, es una joven mujer grosera, analfabeta y marginal que padece de estrabismo, tiene pelo negro y un vestido blanco rasgado, ella apareció en el sketch "Asocerro" donde discutía del acontecer político y el mal trato que recibían las personas que habitaban en los cerros de Caracas.
En 1992, nuevamente ella aparece pero esta vez en Cheverísimo de Venevisión, esta vez representada menos grosera y menos marginal, aunque conserva su peculiar forma de hablar, ahora aparece en su propio sketch donde da consejos a las televidentes de como solucionar sus problemas sociales aunque de una manera con doble sentido o connotación medio sexual.

### Frenita Fernández "La Gaga"
Frenita Fernández conocida como "La Gaga" es su personaje más emblemático en el programa Cheverísimo, es una mujer de cabello corto y negro con grandes lentes y siempre viste un anticuado suéter azul, la gaga es tartamuda y tiene muchos problemas a la hora de comunicarse para trabajar, ir al doctor, buscar empleo y otras situacionesen en las cuales se ve involucrada, terminando siendo mal visto pues por lo general al tartamudear sus palabras son confundidas como insultos, una de sus exprésiones es "Vine a mama" . También apareció como una de las reporteras de noticias del show humorístico Noti-ocioso donde se parodian las situaciones políticas de Venezuela.

### Hotelita
Hotelita es otro de sus personajes emblemáticos de Cheverísimo, ella es una extrovertida, desinteresada y despreocupada mucama de hotel con una forma muy criolla de hablar y que siempre bromea, haciendo enojar a los clientes que van al hotel para tener relaciones sexuales.

### Comadre Jacinta
La comadre Jacinta es otro de sus personajes más emblemáticos, se trata de una campesina que siempre deambula con su hija a contarle a su compadre terribles accidentes que le ocurren a quienes la hacen enojar o tratan mal; siempre en sus discusiones se le cae "accidentalmente" una lata de gasolina y a su hija "accidentalmente" se le cae un fósforo siempre ambas exclaman el "AQUEL HUMERO, Y ESE SOLAZO" que había durante el incidente.

### Doña Ricachona
Doña Ricachona es otro de sus  personajes, que apareció en ¡A que te ríes! en el segmente con el mismo nombre de dicho personaje, Doña Ricachona es una venezolana adinerada de pelo corto y encorvada, que presume muchas de sus experiencias alrededor del mundo viéndose como una figura internacional, pero siempre cuando visita una tienda, spa o etc, al preguntar el costo de dicho producto o paquete termina alterándose y enfureciéndose de forma agresiva contra el vendedor, al final termina disculpándose con el vendedor y termina diciendo su frase célebre Es que cuando el precio me insinúan... se me saleeeee lo tierruuuuaaa.

### Poneme a Mamá
Un sketch donde una maracucha llama por teléfono a su hermano Geólfido (Américo Navarro) para poder hablar con su madre. El sketch dura poco pero fue uno de los más graciosos de su tiempo. Su línea más repetida era "poneme a mamá" en acento maracucho, que dicho de una manera más clara era: "pónme a mamá".

## Filmografía

### Telenovelas
- Carolina - Candelita
- Muñequita (1980)
- Drama de amor en el bloque 6 (1979)

### Cine
- Rumildo detective privado (1982)

### Programas de humor
- El Programa sin nombre (VTV)
- Tatatica (VTV)
- A millón muchacho (RCTV)
- Radio Rochela (RCTV)
- Cantando llega el amor (RCTV)
- El Show de Joselo (Venevision)
- Sal y Pimienta (Venevision)
- Cheverísimo (Venevision)
- ¡Qué Locuras! (Venevision Internacional)
- La Guerra de los Sexos (Venevision)
- Sábado gigante (Univision)
- ¡A que te ríes! (Venevision)
- Noti-ocioso (EVTV Miami)

### Unitarios y telefilmes
- ¡Qué entre jamones te veas! (Venevision, 1992)
- Titanic (Venevision, 1997)

### Como productora
- El Palenque de Enrique Santos (Univisión)